# 関東特殊製鋼
関東特殊製鋼株式会社（かんとうとくしゅせいこう、Kanto Special Steel Works, Ltd.）は、神奈川県藤沢市辻堂に本社を置いていた、元特殊鋼メーカー。略称はカントク。

## 概要
鍛鋼製焼入圧延ロールの国産化を目的として設立。鉄鋼・非鉄圧延用鍛鋼、鋳鉄および鋳鋼ロールの製造販売を主力事業とする総合ロールメーカーであった。旧本社工場所在地は、湘南C-X都市再生事業に転用している。

## 沿革
- 1932年（昭和7年）7月10日 - 小松製作所として、神奈川県高座郡藤沢町鵠沼大東に創業。
- 1936年（昭和11年）10月1日 - 住友金属工業の傘下に入り、小松熱錬工業株式会社として創立[1]。資本金30万円。本店所在地は創業地と同じ。
- 1937年（昭和12年）- 藤沢町長の大野守衛の斡旋により、辻堂駅北側一帯に工場敷地を選定する[1]。
- 1938年（昭和13年）
  - 7月 - 関東特殊製鋼株式会社に商号変更。
  - 10月 - 神奈川県高座郡藤沢町大字辻堂字初タラ1110番地に辻堂工場を竣工。
  - 12月 - 本社を辻堂工場と同地に移転。
- 1940年（昭和15年）3月 - 国家総動員法による工場事業場管理令[2]に基づき、大日本帝国海軍管理工場の指定を受け、海軍航空本部割当の各種型用鋼（ダイブロック）を生産する[1]。
- 1943年（昭和18年）10月 - 軍需会社法[3]に基づき、軍需会社に指定される[1]。
- 1944年（昭和19年）
  - 5月 - 住友特殊製鋼株式会社に商号変更[1]。
  - 6月13日 - 日本相撲協会慰問力士団による、慰問相撲（軍需省後援）が行われる。
  - 7月30日 - 辻堂工場がアメリカ軍から空襲される。8時10分頃から約30分間、艦載機約20機で小型爆弾（約100kg）20数発と、焼夷弾相当数が投下され、大型機関銃による機銃掃射が加えられた。爆弾は主に工場中央部に命中し、従業員4名が死亡、1名が重傷（翌日死亡）、数名が負傷した。生産設備は、工場中央部建物の屋根、側壁、鉄骨、木骨の他、熱錬工場の焼鈍炉2基、疎開準備中の旋盤3台が破損した[1]。
  - 8月13日 - 艦載機数機で再び空襲を受ける。死傷者はなく、工場被害も軽微だった。生産は停止したまま終戦の日を迎えた[1]。
- 1945年（昭和20年）12月 - 辻堂特殊製鋼株式会社に商号変更。
- 1947年（昭和22年）11月 - 関東特殊製鋼株式会社に商号変更。
- 1961年（昭和36年）10月2日 - 東京証券取引所市場第二部および大阪証券取引所に上場。
- 1962年（昭和37年）
  - 8月1日 - 東京証券取引所市場第一部に指定替え。
  - 11月 - 九州工場を竣工。
- 1971年（昭和46年）7月 - 鹿島作業所設置。
- 1972年（昭和47年）
  - 8月 - 本所工商株式会社に資本参加し、子会社化。
  - 12月 - 本所工商を関特産業株式会社に商号変更。
- 1977年（昭和52年）
  - 7月 - 株式会社湘南輸送建設を設立。
  - 10月 - 子会社としてカントク精密鋳造株式会社を設立。
- 1978年（昭和53年）11月 - 子会社として株式会社湘南事務サービスを設立
- 1979年（昭和54年）4月 - 子会社として関特設備工業株式会社を設立
- 1987年（昭和62年）
  - 3月 - 株式会社カントクハイテックを子会社として設立。
  - 8月 - 九州工場を子会社として独立させ、関特産業株式会社へ貸与。
- 1991年（平成3年）1月 - 関特設備工業をカントクテクノス株式会社に商号変更。
- 1994年（平成6年）
  - 3月 - 株式会社湘南輸送建設を増資により子会社化。
  - 4月 - 湘南事務サービスをカントク総合商事株式会社に商号変更。
- 1996年（平成8年）4月 - 関特産業をカントクロールテック株式会社に商号変更。湘南輸送建設を株式会社カントク建設運輸に商号変更。
- 1999年（平成11年）
  - 4月 - カントクテクノスが、カントクロールテックおよびカントク建設運輸を吸収合併。カントクハイテックを解散。
  - 6月 - 九州工場閉鎖。カントクハイテックが清算結了。
- 2001年（平成13年）
  - 1月18日 - 日立金属との間で鋳掛肉盛複合圧延ロールに関する非独占的実施権の許諾につき、技術供与契約を締結。
  - 3月16日 - 本社工場の一部46,911m2を、都市基盤整備公団へ88億4300万円で譲渡（2004年（平成16年）1月9日譲渡完了）。
- 2002年（平成14年）11月 - 事業再構築計画[注釈 1]を策定。本社所在地の撤退を表明。
- 2003年（平成15年）
  - 2月20日 - 住友金属工業が、株式交換により完全子会社とする旨を発表。
  - 8月26日 - 上場廃止。
  - 9月1日 - 住友金属工業の完全子会社となる。関東特殊製鋼1株に対し、住友金属工業0.606株の株式交換。
  - 10月1日 - 新機材事業を住友金属工業へ継承。
  - 12月1日 - ロールおよび鍛造用金型事業を住友金属工業の完全子会社として設立する株式会社カントクへ継承。
- 2006年（平成18年）4月 - カントクが新日本製鐵の完全子会社である日鉄ハイパーメタル株式会社と統合し、日鉄住金ロールズ株式会社（現・日鉄ロールズ）が発足。
- 2007年（平成19年）10月1日 - 神奈川県から、過剰に埋め立てられた産業廃棄物の撤去と、当該処分場に遮水工の施工を勧告を受ける。
- 2010年（平成22年）10月27日 - 臨時株主総会にて解散決議。

## 営業所および工場
以下のほか、営業室（藤沢市）、西日本営業室（大阪市）、和歌山分室、九州分室（北九州市）があった。

### 本社
- 1932年（昭和7年）7月10日 - 神奈川県高座郡藤沢町鵠沼大東
- 1938年（昭和13年）12月 - 神奈川県高座郡藤沢町大字辻堂字初タラ1,110番地（移転）
- 1940年（昭和15年）10月1日 - 神奈川県藤沢市辻堂字初タラ1,110番地（市制施行）
- 1968年（昭和43年）10月1日 - 神奈川県藤沢市辻堂神台一丁目3-1（住居表示施行）
- 現在 - 神奈川県藤沢市辻堂2-7-1湘南パールビル5F（移転）

### 本社工場
辻堂工場として竣工。辻堂駅から貨物引込線があった。
- 1938年（昭和13年）10月 - 神奈川県高座郡藤沢町大字辻堂字初タラ1,110番地
- 1940年（昭和15年）10月1日 - 神奈川県藤沢市辻堂字初タラ1,110番地（市制施行）
- 1968年（昭和43年）10月1日 - 神奈川県藤沢市辻堂神台一丁目3-1（住居表示施行）
- 現在 - 廃場し、湘南C-X都市再生事業に転用。

### 鹿島支店
新日鐵住金鹿島製鐵所の各圧延工場の整備職場における、ロールの機械加工などを行う。
- 1971年（昭和46年）7月 - 茨城県鹿島郡鹿島町大字光字光3番地（住友金属工業鹿島製鉄所内）
- 1995年（平成7年）9月1日 - 茨城県鹿嶋市光3番地（市制施行）

### 九州工場
東中津駅から約700mほど中津駅側の舞手川から、新日鐵・関東特殊製鋼専用線が引き込まれていた。1984年（昭和59年）に東中津駅が貨物取扱を止めるまで使用。
- 1962年（昭和37年）11月 - 大分県中津市大新田300番地
- 1999年（平成11年）6月 - 工場閉鎖。
- 現在 - 工業用地として転用。

### 和歌山工場
- 2003年（平成15年）3月27日 - 和歌山県知事、和歌山市長と三者で、和歌山工場新設の進出協定を結ぶ。
- 2003年（平成15年）8月 - 和歌山県和歌山市湊1850（住友金属工業和歌山製鉄所内）
- 2003年（平成15年）12月1日 - 和歌山分室が、株式会社カントク本社となる。
- 現在 - 本社工場の移転先となる。